# Click2Pay
Click2Pay — электронная платёжная система, позволяющая пользователям мгновенно оплачивать покупки через интернет. Пользователь может использовать счёт Click2Pay как электронный кошелёк и хранить на нём деньги, но если для покупки денег не хватает, то можно зарегистрировать в системе банковскую карту, в этом случае недостающая сумма будет списана непосредственно с карточки. Для снятия денег с электронного кошелька Click2Pay участник системы может заказать пластиковую карту Visa Electron и производить по ней покупки в реальных магазинах или получать деньги в банкоматах.
Сайт Click2Pay переведён на десяток языков, русского среди них пока нет, но служба поддержки на русском уже существует. Система работает с Россией и странами СНГ, в 2007 году была закрыта регистрация для граждан США. Click2Pay специализируется на обслуживании онлайн-магазинов, а также онлайн казино и различных игорных сайтов.
Click2Pay GmbH была создана в 2003 году и принадлежит компании Wirecard AG. Компания зарегистрирована в Берлине, Германия, это довольно крупная банковская компания, специализирующаяся на электронных платёжных системах и банковских услугах. Акции материнской компании торгуются на Франкфуртской бирже, стоимость компании на середину 2006 года составила порядка 80 млн евро.